# Piemonte Volley 2004-2005
Questa voce raccoglie le informazioni riguardanti il  Piemonte Volley nelle competizioni ufficiali della stagione 2004-2005.

## Stagione
La stagione 2004-2005 è per la società piemontese, sponsorizzata dalla Brebanca e dalla Lannutti SPA, la quindicesima consecutiva nel massimo campionato italiano. Il sestetto titolare non subisce grandi variazioni: cambia il palleggiatore, con il ritorno dal prestito a Padova di Manuel Coscione, rientra Igor Omrčen dopo un anno a Parma, mentre per il ruolo di libero viene acquistato da Piacenza Daniele Vergnaghi.
La squadra dimostra subito limiti evidenti in campionato. Nel girone di andata, dopo quattro vittorie nelle prime sei giornate, incappa in cinque sconfitte consecutive. A nulla valgono le due vittorie finali contro la Daytona Modena e la Tonno Callipo Vibo Valentia: il nono posto estromette la BreBanca Lannutti Cuneo dalla Coppa Italia per la prima volta nella sua storia. Anche il girone di ritorno non è soddisfacente: la qualificazione ai Play-off scudetto non viene centrata a causa del nono posto finale. La gara decisiva è quella contro Vibo Valentia, ma nonostante un vantaggio di due set Cuneo non riesce a imporsi, perdendo 3-2 e chiudendo uno dei peggiori campionati di sempre.
A ottobre si gioca anche la Supercoppa italiana, alla quale il Piemonte Volley è qualificato in quanto finalista della Coppa Italia 2003-04. Contro i campioni d'Italia della Sisley Treviso non c'è però nulla da fare: i veneti si impongono per 3-0 nella finale in gara unica disputata a Roseto degli Abruzzi.

## Organigramma societario
Area direttiva
- Presidente: Valter Lannutti
- Direttore sportivo: Marco Pistolesi
- Segreteria generale: Giusy Bertolotto
- Responsabile settore giovanile: Ezio Barroero, Enzo Prandi

Area organizzativa
- Amministrazione: Giuliano Milanesio

Area comunicazione
- Addetto stampa: Daniela Groppi
- Relazioni esterne: Bruno Lubatti

Area marketing
- Responsabile marketing: Mattia Marenco
- Responsabile marketing: Sabina Ravasi

Area tecnica
- Allenatore: Andrea Anastasi
- Allenatore in seconda: Marco Fenoglio
- Preparatore atletico: Marco Fenoglio

Area sanitaria
- Medico: Stefano Carando, Emilio Lucidi
- Fisioterapista: Gabriele Giorgis, Pierpaolo Longo

## Rosa
| N. | Giocatore                | Ruolo | Data di nascita   | Nazionalità sportiva |
| -- | ------------------------ | ----- | ----------------- | -------------------- |
| 1  | Wout Wijsmans            | S/O   | 17 luglio 1977    | Belgio               |
| 2  | Manuel Coscione          | P     | 29 gennaio 1980   | Italia               |
| 3  | Marco Parma              | C     | 22 giugno 1981    | Italia               |
| 4  | Simone Bendandi          | P     | 7 agosto 1976     | Italia               |
| 5  | Igor Omrčen              | C     | 26 settembre 1980 | Croazia              |
| 6  | Daniele Vergnaghi        | L     | 16 settembre 1972 | Italia               |
| 7  | Maikel Cristóbal Cardona | C     | 16 novembre 1976  | Italia               |
| 8  | Björn Andrae             | S     | 14 maggio 1981    | Germania             |
| 9  | Guillaume Samica         | S     | 28 settembre 1981 | Francia              |
| 10 | Mattia Rosso             | S     | 28 maggio 1985    | Italia               |
| 11 | Gilberto de Godoy        | S     | 23 dicembre 1973  | Brasile              |
| 12 | Stefano Moro             | S/O   | 2 gennaio 1982    | Italia               |

## Mercato
| Acquisti | Acquisti          | Acquisti         | Acquisti      |
| R.       | Nome              | da               | Modalità      |
| -------- | ----------------- | ---------------- | ------------- |
| P        | Simone Bendandi   | Lupi Santa Croce | Definitivo    |
| P        | Manuel Coscione   | Sempre Padova    | Fine prestito |
| C        | Marco Parma       | Bassano          | Fine prestito |
| S        | Guillaume Samica  | Adriavolley      | Definitivo    |
| L        | Daniele Vergnaghi | Piacenza         | Definitivo    |

| Cessioni | Cessioni         | Cessioni | Cessioni   |
| R.       | Nome             | a        | Modalità   |
| -------- | ---------------- | -------- | ---------- |
| S        | Stéphane Antiga  | Pòrtol   | Definitivo |
| L        | Roberto Checchin | Schio    | Definitivo |
| C        | Pasquale Gravina | Treviso  | Definitivo |
| P        | Giordano Mattera | Schio    | Definitivo |
| S        | Matteo Pesenti   | Bassano  | Definitivo |
| C        | Andrea Sala      | Callipo  | Definitivo |
| P        | Daniele Sottile  | Callipo  | Definitivo |

- Lo schiacciatore Mattia Rosso è stato aggregato alla prima squadra dal settore giovanile.

## Risultati

### Serie A1

#### Girone d'andata
| 1ª giornata - 26 settembre 2004 Palasport di San Rocco Castagnaretta, Cuneo | Piemonte          | 3 - 0 | Taranto       | 25-21, 25-22, 25-18               |
| 2ª giornata - 3 ottobre 2004 PalaGeorge, Montichiari                        | Gabeca            | 3 - 1 | Piemonte      | 25-22, 25-22, 18-25, 25-23        |
| 3ª giornata - 10 ottobre 2004 Palasport di San Rocco Castagnaretta, Cuneo   | Piemonte          | 3 - 0 | Sempre Padova | 25-22, 25-18, 25-20               |
| 4ª giornata - 17 ottobre 2004 PalaBianchini, Latina                         | Top Volley Latina | 1 - 3 | Piemonte      | 26-24, 22-25, 20-25, 20-25        |
| 5ª giornata - 24 ottobre 2004 Palasport di San Rocco Castagnaretta, Cuneo   | Piemonte          | 1 - 3 | Perugia       | 22-25, 25-23, 22-25, 23-25        |
| 6ª giornata - 7 novembre 2004 Palasport, Gioia del Colle                    | Capurso Gioia     | 2 - 3 | Piemonte      | 22-25, 19-25, 25-17, 25-23, 13-15 |
| 7ª giornata - 12 novembre 2004 Palasport di San Rocco Castagnaretta, Cuneo  | Piemonte          | 1 - 3 | Piemonte      | 22-25, 25-20, 13-25, 26-28        |
| 8ª giornata - 21 novembre 2004 Palasport Fontescodella, Macerata            | Lube              | 3 - 2 | Piemonte      | 25-19, 21-25, 21-25, 25-17, 15-9  |
| 9ª giornata - 28 novembre 2004 Palasport di San Rocco Castagnaretta, Cuneo  | Piemonte          | 1 - 3 | Trentino      | 20-25, 20-25, 25-21, 20-25        |
| 10ª giornata - 5 dicembre 2004 Palasport di San Rocco Castagnaretta, Cuneo  | Piemonte          | 2 - 3 | API Verona    | 17-25, 26-28, 25-21, 25-20, 12-15 |
| 11ª giornata - 12 dicembre 2004 PalaVerde, Villorba                         | Treviso           | 3 - 2 | Piemonte      | 25-17, 27-25, 23-25, 22-25, 17-15 |
| 12ª giornata - 19 dicembre 2004 Palasport di San Rocco Castagnaretta, Cuneo | Piemonte          | 3 - 2 | Daytona       | 24-26, 18-25, 25-21, 25-18, 15-10 |
| 13ª giornata - 29 dicembre 2004 PalaCorvo, Catanzaro                        | Callipo           | 1 - 3 | Piemonte      | 22-25, 26-24, 21-25, 21-25        |

#### Girone di ritorno
| 1ª giornata - 9 gennaio 2005 PalaMazzola, Taranto                          | Taranto       | 0 - 3 | Piemonte          | 22-25, 22-25, 20-25               |
| 2ª giornata - 17 gennaio 2005 Palasport di San Rocco Castagnaretta, Cuneo  | Piemonte      | 3 - 1 | Gabeca            | 19-25, 25-20, 25-20, 25-22        |
| 3ª giornata - 23 gennaio 2005 PalaBernhardsson, Padova                     | Sempre Padova | 3 - 1 | Piemonte          | 25-17, 17-25, 25-21, 25-22        |
| 4ª giornata - 30 gennaio 2005 Palasport di San Rocco Castagnaretta, Cuneo  | Piemonte      | 0 - 3 | Top Volley Latina | 19-25, 19-25, 23-25               |
| 5ª giornata - 6 febbraio 2005 PalaEvangelisti, Perugia                     | Perugia       | 3 - 0 | Piemonte          | 25-12, 29-27, 25-16               |
| 6ª giornata - 13 febbraio 2005 Palasport di San Rocco Castagnaretta, Cuneo | Piemonte      | 3 - 0 | Capurso Gioia     | 25-17, 25-17, 25-19               |
| 7ª giornata - 20 febbraio 2005 PalaFranzanti, Piacenza                     | Piacenza      | 1 - 3 | Piemonte          | 23-25, 24-26, 25-22, 22-25        |
| 8ª giornata - 8 marzo 2005 Palasport di San Rocco Castagnaretta, Cuneo     | Piemonte      | 1 - 3 | Lube              | 25-22, 12-25, 22-25, 16-25        |
| 9ª giornata - 14 marzo 2005 PalaTrento, Trento                             | Trentino      | 2 - 3 | Piemonte          | 28-30, 22-25, 25-23, 25-18, 9-15  |
| 10ª giornata - 20 marzo 2005 PalaOlimpia, Verona                           | API Verona    | 2 - 3 | Piemonte          | 21-25, 25-20, 17-25, 31-29, 17-19 |
| 11ª giornata - 26 marzo 2005 Palasport di San Rocco Castagnaretta, Cuneo   | Piemonte      | 2 - 3 | Treviso           | 30-28, 25-16, 23-25, 20-25, 12-15 |
| 12ª giornata - 31 marzo 2005 PalaPanini, Modena                            | Daytona       | 3 - 0 | Piemonte          | 31-29, 25-21, 25-22               |
| 13ª giornata - 4 aprile 2005 Palasport di San Rocco Castagnaretta, Cuneo   | Piemonte      | 2 - 3 | Callipo           | 27-25, 25-21, 18-25, 24-26, 19-21 |

### Supercoppa italiana
| Finale - 12 ottobre 2004 PalaMaggetti, Roseto degli Abruzzi | Treviso | 3 - 0 | Piemonte | 25-19, 27-25, 25-15 |

## Statistiche

### Statistiche di squadra
| Competizione        | Punti | In casa | In casa | In casa | In trasferta | In trasferta | In trasferta | Totale | Totale | Totale |
| Competizione        | Punti | G       | V       | P       | G            | V            | P            | G      | V      | P      |
| ------------------- | ----- | ------- | ------- | ------- | ------------ | ------------ | ------------ | ------ | ------ | ------ |
| Serie A1            | 37    | 13      | 5       | 8       | 13           | 7            | 6            | 26     | 12     | 14     |
| Supercoppa italiana | -     | -       | -       | -       | -            | -            | -            | 1      | 0      | 1      |

G = partite giocate; V = partite vinte; P = partite perse

### Statistiche dei giocatori
| Giocatore     | Serie A1 | Serie A1 | Serie A1 | Serie A1 | Serie A1 | Supercoppa italiana | Supercoppa italiana | Supercoppa italiana | Supercoppa italiana | Supercoppa italiana | Totale | Totale | Totale | Totale | Totale |
| Giocatore     | P        | PT       | AV       | MV       | BV       | P                   | PT                  | AV                  | MV                  | BV                  | P      | PT     | AV     | MV     | BV     |
| ------------- | -------- | -------- | -------- | -------- | -------- | ------------------- | ------------------- | ------------------- | ------------------- | ------------------- | ------ | ------ | ------ | ------ | ------ |
| B. Andrae     | 26       | 219      | 184      | 19       | 16       | 1                   | 6                   | 6                   | 0                   | 0                   | 27     | 225    | 190    | 19     | 16     |
| S. Bendandi   | 10       | 2        | 1        | 1        | 0        | 1                   | 0                   | 0                   | 0                   | 0                   | 11     | 2      | 1      | 1      | 0      |
| M. C. Cardona | 24       | 255      | 187      | 59       | 9        | 1                   | 5                   | 3                   | 2                   | 0                   | 25     | 260    | 190    | 61     | 9      |
| M. Coscione   | 26       | 39       | 15       | 19       | 5        | 1                   | 0                   | 0                   | 0                   | 0                   | 27     | 39     | 15     | 19     | 5      |
| Giba          | 25       | 412      | 367      | 23       | 22       | 1                   | 9                   | 6                   | 0                   | 3                   | 26     | 421    | 373    | 23     | 26     |
| S. Moro       | 17       | 99       | 84       | 5        | 10       | -                   | -                   | -                   | -                   | -                   | 17     | 99     | 84     | 5      | 10     |
| I. Omrčen     | 24       | 245      | 172      | 55       | 18       | 1                   | 6                   | 3                   | 2                   | 1                   | 25     | 251    | 175    | 57     | 19     |
| M. Parma      | 12       | 37       | 22       | 14       | 1        | -                   | -                   | -                   | -                   | -                   | 12     | 37     | 22     | 14     | 1      |
| M. Rosso      | 4        | 0        | 0        | 0        | 0        | -                   | -                   | -                   | -                   | -                   | 4      | 0      | 0      | 0      | 0      |
| G. Samica     | 16       | 34       | 27       | 5        | 2        | 1                   | 1                   | 0                   | 0                   | 1                   | 17     | 35     | 27     | 5      | 3      |
| D. Vergnaghi  | 26       | -        | -        | -        | -        | 1                   | -                   | -                   | -                   | -                   | 27     | -      | -      | -      | -      |
| W. Wijsmans   | 22       | 410      | 360      | 27       | 23       | 1                   | 18                  | 16                  | 0                   | 2                   | 23     | 428    | 376    | 27     | 25     |

P = presenze; PT = punti totali; AV = attacchi vincenti; MV = muri vincenti; BV = battute vincenti